# Sergej Bezrukov
Sergej Vitál’evič Bezrúkov in russo Серге́й Вита́льевич Безру́ков (Mosca, 18 ottobre 1973) è un attore russo.

## Filmografia parziale
- Brigada (2002)
- Admiral" (2008)
- Mamy (2012)
- Podol'skie kursanty (2020)
- Mister Nokaut (2022)